# 城区 (汕尾市)
城区（じょうく）は中華人民共和国広東省汕尾市に位置する市轄区。

## 歴史
1988年3月、海豊県東南沿海部の汕尾・遮浪・田墘・捷勝・東涌・紅草・馬宮鎮地区に城区が設置された。

## 行政区画
下部に7街道、3鎮を管轄する
- 街道
  - 新港街道、香洲街道、鳳山街道、田墘街道、東洲街道、遮浪街道、馬宮街道
- 鎮
  - 紅草鎮、東涌鎮、捷勝鎮

## 交通

### 鉄道
- 廈深線、汕汕線（中国語版）
  - 汕尾駅

### 道路
- 高速道路
  -  瀋海高速道路
- 国道
  - G236国道（中国語版）